# Котансу
Котансу́ (рос. Котансу) — село у складі Ясненського міського округу Оренбурзької області, Росія.

## Населення
Населення — 144 особи (2010; 270 у 2002).
Національний склад (станом на 2002 рік):
- казахи — 67 %